# Kosel (Allemagne)
Pour les articles homonymes, voir Kosel.
Kosel est une commune en Allemagne faisant partie de l'Amt de Schlei-Ostsee (ou Schlei-Mer-Baltique) situé dans le Landkreis de Rendsburg-Eckernförde, dans le Land du Schleswig-Holstein. Cette commune se trouve dans la presqu'île de Schwansen aux paysages préservés.

## Liens externes

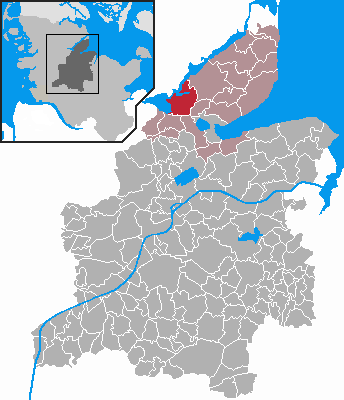
Localisation de Kosel dans l'arrondissement de Rendsburg-Eckernförde

## Jumelages
- La Mézière (France) depuis le 2 juin 1986